# Cambridge, Tasmanien
Cambridge är en förort till Hobart i Tasmanien i Australien. Administrativt tillhör orten Clarence stad. Här finns bland annat Hobart International Airport och Cambridge Aerodrome, (Cambridge Airport)
Cambridge har blivit en populär inudstriort samt en bostadsort för pendlare som arbetar i Hobart.

### Fotnoter
1. ↑  ”Clarence stad” (på engelska). Clarence stad. Arkiverad från originalet den 22 februari 2014. https://web.archive.org/web/20140222045524/http://www.ccc.tas.gov.au/page.aspx?u=1144. Läst 17 februari 2014.